# Сарытерек (Зайсанский район)
Сарытерек (каз. Сарытерек, до 199? г. — Пржевальское) — село в Зайсанском районе Восточно-Казахстанской области Казахстана. Административный центр Сарытерекского сельского округа. Код КАТО — 634643100.

## Население
В 1999 году население села составляло 1623 человека (837 мужчин и 786 женщин). По данным переписи 2009 года, в селе проживало 1210 человек (594 мужчины и 616 женщин).